# Allium praescissum
Allium praescissum — вид квіткових рослин з підродини цибулевих (Allioideae). Вид поширений у смузі від України до Алтаю.